# Berlinerklæringen (1945)
Berlinerklæringen blev udstedt den 5. juni 1945 af regeringerne for USA, Sovjetunionen, Storbritannien og Frankrig. De proklamerede - på vegne af alle de allierede - at de fire lande i fællesskab overtog den juridiske ledelse af Tyskland. Baggrunden for erklæringen var, at der ikke fandtes nogen civil, tysk regering, de allierede kunne anerkende. De allieredes European Advisory Board havde formuleret en passende erklæring, der ville kunne fremsættes af en civil, ikke-nazistisk tysk regering, som søgte våbentilstand, men den militære overgivelse kom først. De tyske militære styrker havde overgivet sig 8. maj 1945, Adolf Hitler havde begået selvmord 30. april 1945, og efter sovjetisk pres havde briterne arresteret den nazistiske "Flensborg-regering" 23. maj 1945.
De allierede forsynede derfor overgivelseserklæringen med et forklarende forord, skrev den om efter omstændighederne, og udsendte den som fælles erklæring. I erklæringen blev det slået fast, at Tyskland - efter nazisternes grove forbrydelser og totale nederlag - ikke længere havde en regering eller centraladministration, og at den civile myndighed derfor blev overtaget af de fire store allierede magter i et fællesskab (condominium), på vegne af alle de allierede lande. Fællesskabet blev senere udmøntet i den allierede kontrolkommission.